# Сюзан Франсія
Сюзан Франсія  (англ. Susan Francia, угор. Francia Zsuzsanna; 8 листопада 1982) — американська веслувальниця, олімпійська чемпіонка.
Дочка нобелівської лауреатки з медицини 2023 року Каталін Каріко.

## Життєпис
Закінчила Пенсильванський університет.

## Виступи на Олімпіадах
| Олімпіада   | Дисципліна                     | Місце |
| ----------- | ------------------------------ | ----- |
| Пекін 2008  | вісімка розстібна зі стерновим | 1     |
| Лондон 2012 | вісімка розстібна зі стерновим | 1     |